# 银荆花沙拉
银荆花沙拉（俄语：Сала́т Мимо́за, Salat Mimoza，常称为“含羞草沙拉”）是一道俄罗斯菜节庆沙拉，以鱼肉、煮鸡蛋和奶酪为主料，配上奶酪粉、洋葱以及蛋黄酱，层层铺叠而成。沙拉顶层在白色蛋黄酱上散落的蛋黄，像雪中绽放的银荆花，因而得名。这道沙拉在黑海地区（俄罗斯西南、乌克兰和阿塞拜疆）极为流行。

## 名称
最终的沙拉成品会让人联想初春在雪中绽放的银荆花，因而得名。俄语中将银荆俗称为，中文有时会将其误译同为含羞草亚科的含羞草，从而误称其为“含羞草沙拉”。实际上银荆为金合欢属植物。

## 制作
沙拉的制作方法为，将下列主料依次层层放入碗中，每层之间涂以蛋黄酱。
- 取自鱼罐头的无骨鱼肉，沥干后捣碎成酱。鱼肉可以是三文鱼、秋刀鱼、鲭鱼或者是鳟鱼[3]；
- 硬质奶酪，粉碎成粉；
- 水煮蛋白，粗糙地切成块，也有只用蛋黄做层而不用蛋白的[3]有時也用全蛋。[4]；
- 洋葱，细细切碎，撒在上面；
- 水煮蛋黄，细细弄碎，撒在最顶层。

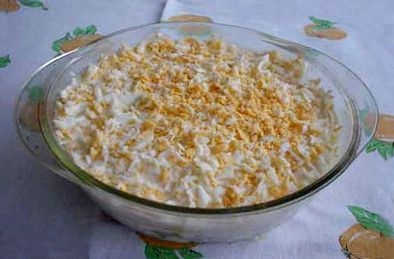
完成的银荆花沙拉
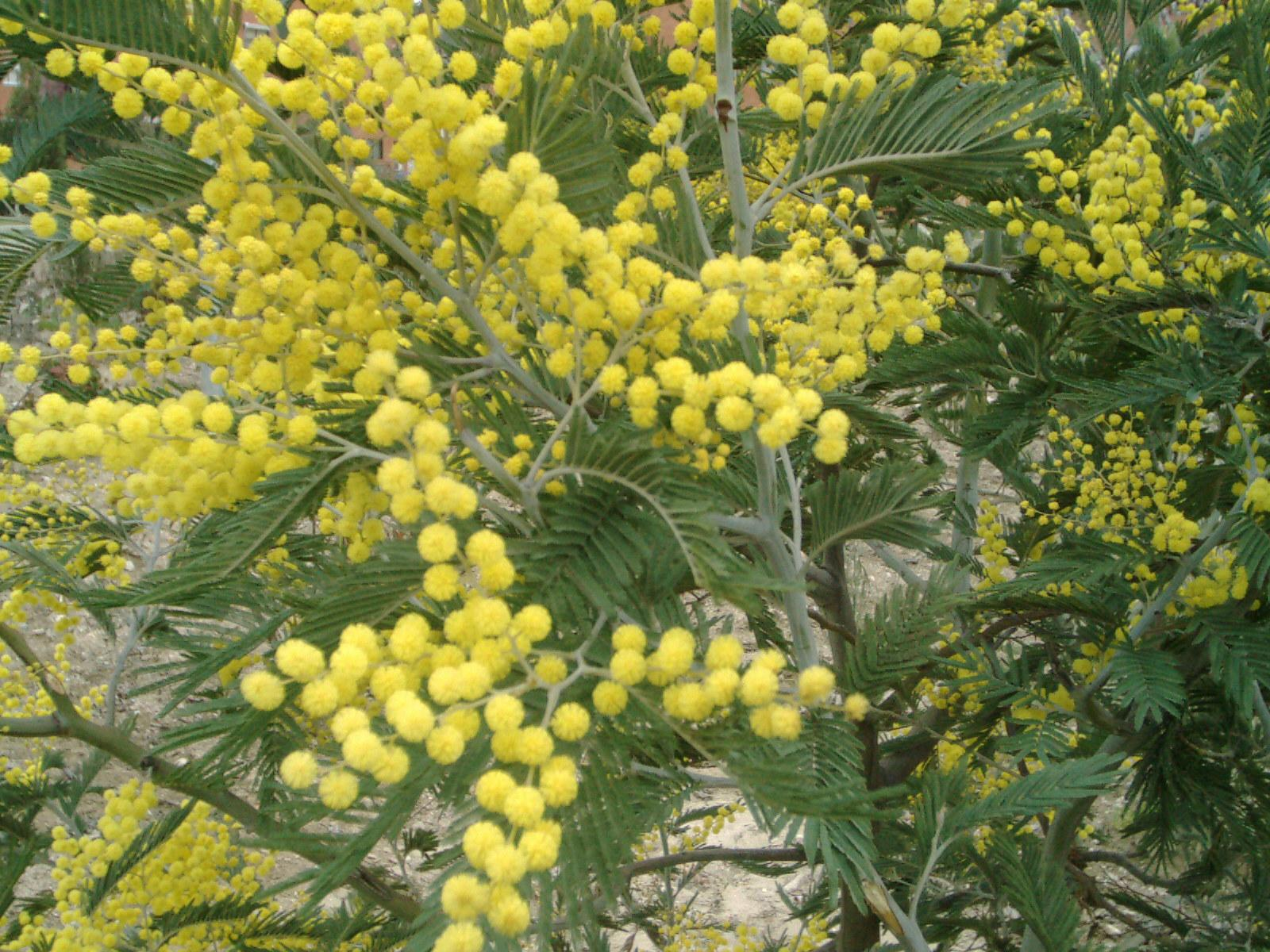
银荆花